# Luis Motta
Pour les articles homonymes, voir Motta.
Luis Motta, de son nom complet Luis Alfredo Motta Domínguez, est un militaire et homme politique vénézuélien né à Caracas le 2 juillet 1958. 
De 2015 à 2019, il est ministre de l'Énergie électrique. Il est également président de la société électrique nationale (Corpoelec).

## Carrière politique
Major de la garde nationale, il a été ministre d'État pour la REDI ou Región Estratégica de Desarrollo Integral (« Région stratégique du développement intégral », en français). Il a également été secrétaire du bureau du gouverneur Tareck El Aissami de l'État d'Aragua. Il a également été président de l'Institut national des Terres. Avant de prendre la tête de la Corpoelec, il a été président de la société socialiste des routes d'Aragua. Le Wall Street journal annonce que l'administration américaine anti-drogue (DEA) et des procureurs new-yorkais mènent des investigations contre des fonctionnaires vénézuéliens, dont Luis Motta, accusés de convertir le pays « en un centre global de trafic de cocaïne et de blanchiment d'argent ». Le 23 février 2017, l'Assemblée nationale du Venezuela vote une motion censure à son encontre avec 92 voix. 
Par décret n°1.941 publié au Journal Officiel n°40.727 du 19 août 2015, il est nommé ministre de l'Énergie électrique.

## Vie privée
En janvier 2012, son fils Luis Alfredo Motta Vargas , âgé de 27 ans, est détenu pour usage d'arme à feu dans une boîte de nuit de Caracas.